# آنکا پترسکو
 آنکا پترسکو (انگلیسی: Anca Petrescu؛ ۲۰ مارس ۱۹۴۹ – ۳۰ اکتبر ۲۰۱۳) یک سیاست‌مدار، و معمار اهل رومانی بود. 